# Neopostega
Neopostega là một chi bướm đêm thuộc họ Opostegidae.

## Các loài
- Neopostega asymmetra D.R. Davis & J.R. Stonis, 2007
- Neopostega distola D.R. Davis & J.R. Stonis, 2007
- Neopostega falcata D.R. Davis & J.R. Stonis, 2007
- Neopostega longispina D.R. Davis & J.R. Stonis, 2007
- Neopostega petila D.R. Davis & J.R. Stonis, 2007